# Вентотене (город)
Вентотене (итал. Ventotene) — коммуна в Италии, располагается в регионе Лацио, в провинции Латина.
Население составляет 708 человек (2008 г.), плотность населения составляет 460 чел./км². Занимает площадь 2 км². Почтовый индекс — 4020. Телефонный код — 0771.
Покровительницей коммуны почитается святая Кандида Карфагенская, празднование 19 сентября и 20 сентября .

## Демография
Динамика населения:

## Администрация коммуны
- Официальный сайт: http://www.comune.ventotene.lt.it/